# Macrotrachela libera
Macrotrachela libera är en hjuldjursart som beskrevs av Donner 1949. Macrotrachela libera ingår i släktet Macrotrachela och familjen Philodinidae.

## Underarter
Arten delas in i följande underarter:
- M. l. alveolata
- M. l. libera